# Elektrárna Połaniec
Elektrárna Połaniec polsky Elektrownia Połaniec je tepelná elektrárna, která se nachází na břehu Visly u města Połaniec v polském Svatokřížském vojvodství. Instalovaný výkon elektrárny je 1899 MW. Jedná se o pátého největšího producenta elektrické energie v Polsku s roční produkcí cca 5 TWh elektrické energie.

## Historie

### Technika
Rozhodnutí o výstavbě nové elektrárny u Połaniece padlo na počátku 70. let 20. století, samotná výstavba započala v roce 1973. První výrobní blok o instalovaném výkonu 200 MW byl dán do provozu 21. listopadu 1979 v 18:46 hodin. Postupně byly zprovozňovány další bloky a poslední – osmý – blok byl uveden do provozu 25. října 1983. Celkový instalovaný výkon elektrárny tím dosáhl hodnoty 1600 MW.
V letech 1992 až 1995 byla postupně provedena modernizace turbín jednotlivých blok, jejímž výsledkem bylo zvýšení výkonu každého bloku z původních 200 MW na 225 MW, takže celkový instalovaný výkon elektrárny vzrostl na 1800 MW.
29. prosince 1998 bylo spuštěno odsíření, na které jsou napojeny energetické bloky č. 5, 6, 7 a 8.

### Ekonomika
Od svého uvedení do provozu byla elektrárna jedním ze závodů podniku „Wschodni Okręg Energetyczny" (tj. Východní energetický okruh) Radom. K 16. lednu 1989 byla elektrárna z podniku vyčleněna do samostatné společnosti s názvem „Elektrownia im. Tadeusza Kościuszki”.
K 30. dubnu 1996 se pak právní forma společnosti změnila na akciovou společnost s tím, že jediným akcionářem byl polský stát. Jednalo se o přípravu na privatizaci firmy, jejíž první část proběhla 6. dubna 2000, kdy strategický investor Tractebel z francouzské skupiny Suez (později byl Tractebel začleněn do firmy Electrabel téhož vlastníka) získal podíl 25 % + 1 akcii. Zbývající podíl zůstal zatím v rukou státu a pracovníků firmy.
21. února 2003 odkoupil Electrabel od státu zbývajících 60 % akcií a do konce téhož roku pak i všechny zaměstnanecké akcie a stal se tak jediným vlastníkem elektrárny. 10. října 2003 bylo na valné hromadě rozhodnuto o změně názvu na "Elektrownia Połaniec SA - Grupa Electrabel".